# Vremski Britof
Vremski Britof – wieś w Słowenii, w gminie Divača. W 2018 roku liczyła 49 mieszkańców.